# Die erste Lady Chatterley

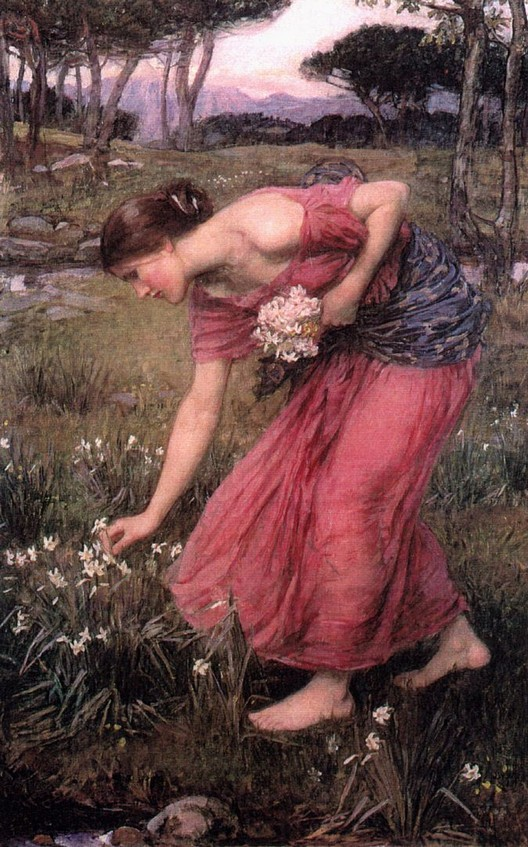
Persephone wird von Hades überrascht, als sie Narzissen pflückt (John William Waterhouse, 1912). Lawrence verwendet dasselbe Bild in Lady Chatterley.

Die erste Lady Chatterley (englischer Originaltitel: The First Lady Chatterley) ist der Titel der ersten Fassung der drei Lady-Chatterley-Romane, die D. H. Lawrence hinterlassen hat. Er schrieb diese erste Fassung 1926 innerhalb weniger Wochen und überarbeitete sie anschließend zweimal. Die dritte und letzte Fassung – Lady Chatterleys Liebhaber –, die 1928 veröffentlicht wurde, ist die bekannteste.
Von den beiden späteren unterscheidet sich die erste Fassung in Thema, Handlung, Stil und Personencharakterisierung. Als Stufe in der Entstehung des Romans Lady Chatterley ist sie von literaturgeschichtlichem Interesse; darüber hinaus bildet sie einen eigenständigen Roman, den viele Kritiker und Leser – darunter auch die Frau des Autors, Frieda von Richthofen – für die gelungenste der drei „Lady Chatterleys“ hielten. Publiziert wurde die Erste Lady Chatterley erstmals in den USA, im Jahre 1944, 14 Jahre nach dem Tode des Autors; in Großbritannien erschien sie erst 1972. In deutscher Übersetzung liegt sie seit 1946 vor.

## Thema und Stil
Die Erste Lady Chatterley ist ein Roman über die Sehnsucht des Menschen nach Nähe und über die Schwierigkeit, solche Nähe herzustellen und aufrechtzuerhalten. Dabei geht es hier nicht nur um die Sehnsucht nach Nähe zu irgendeinem anderen Individuum, sondern gleichermaßen um die Sehnsucht, die Fremdheit gegenüber einer sozialen Klasse zu überwinden, mit der man ohne persönlichen Kontakt auf engem Raum zusammenlebt. Die Erste Lady Chatterley ist weitaus stärker als die beiden späteren Fassungen eine Studie von Klassenschranken.
Der Stil ist realistisch. Die sexuellen Darstellungen, die in der dritten Fassung sehr breiten Raum einnehmen, beschränken sich in der ersten Fassung auf wenige und kurze Passagen und den Gebrauch obszöner Wörter, die nicht einmal ausbuchstabiert werden. Viel knapper als in der dritten Fassung sind auch die Naturbeschreibungen gehalten.
Charakteristisch für das Werk ist ein hohes Maß an Intertextualität; Bezüge bestehen unter anderem zum Buch Kohelet, zur Bibel, zur griechischen Mythologie (Raub der Persephone), zu Äsops Fabeln (Der Hund in der Krippe), Platons Mythos vom Seelenwagen, Voltaire, Racine (Phèdre), zum schottischen Volkslied The Keel Row, zu William Cowper (There is a fountain filled with blood), Moriers Schelmenroman Hadschi Baba, Swinburnes Gedicht The Garden of Proserpine und H. G. Wells’ Roman A Modern Utopia. Auf Bezüge zu Shakespeares Hamlet hat Barry J. Scherr hingewiesen.

## Handlung

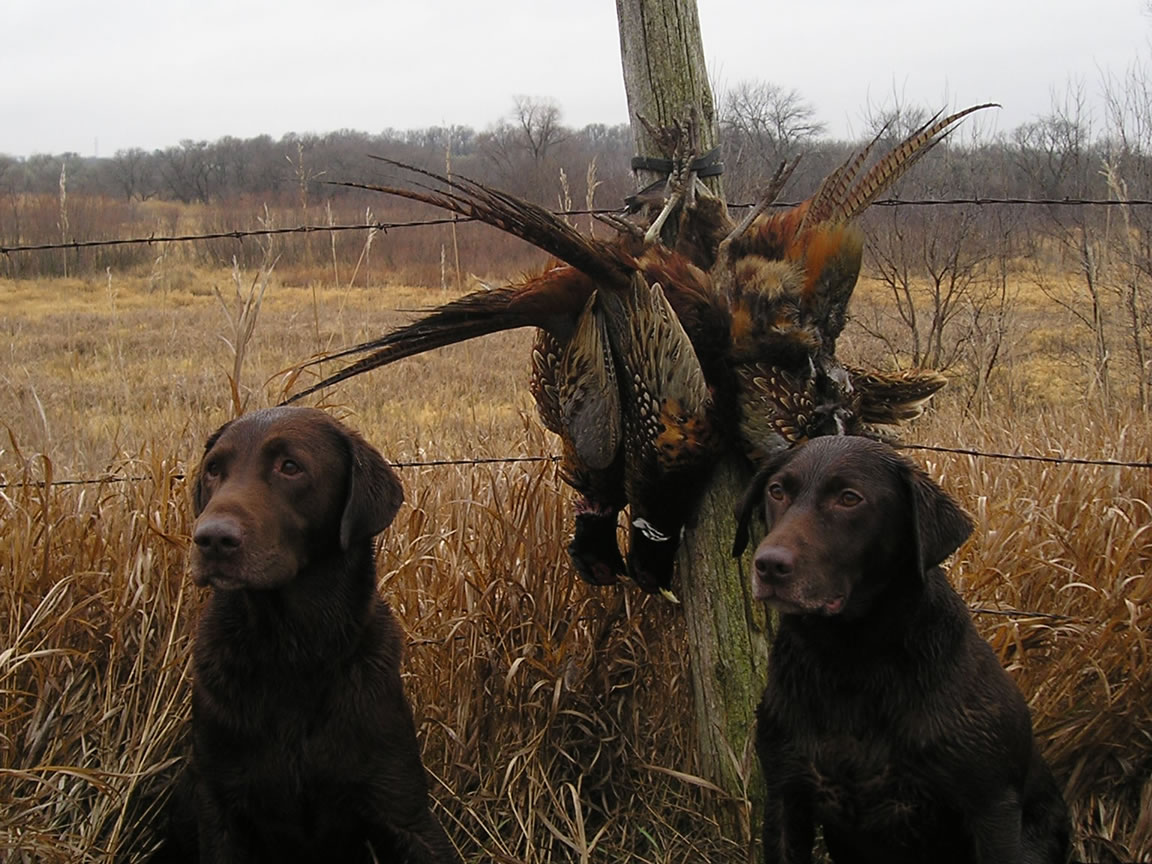
Erlegte Fasanen. In der Ersten Lady Chatterley ist die Grausamkeit herausgearbeitet, die darin liegt, dass der Wildhüter Parkin die halb zahmen Tiere nur aufzieht, damit sie später abgeschossen werden können.

In der Handlung der Ersten Lady Chatterley deutet sich die Handlung der dritten Fassung bereits an, in einigen Teilen weicht sie davon jedoch ab:
Lady Constance Chatterley (Connie) liebt den Wildhüter Oliver Parkin, einen klassenbewussten Arbeiter. Der hält es nicht lange aus, sich mit der Rolle des Beischläfers einer Frau zu begnügen, die womöglich insgeheim auf ihn herabblickt und die auf keinen Fall jemals mit ihm zusammenleben würde.
Connie ist verheiratet, mit Sir Clifford Chatterley, einem Baronet, der seit einer Verwundung im Ersten Weltkrieg querschnittgelähmt ist. Lawrence macht deutlich, dass das Kriegstrauma nicht nur die untere Hälfte seines Körpers (Genitalien eingeschlossen), sondern auch seine emotionalen Kapazitäten zugrunde gerichtet hat:

“And he had been so much hurt, that something inside had hardened and could feel no more.”

„Und er war so sehr verletzt worden, dass etwas in ihm verhärtet war und nicht mehr zu fühlen vermochte.“

Zwar fühlt Connie sich ihrem Mann unauflöslich verbunden; nachdem sie Parkins Geliebte wird und die Macht der körperlichen Sexualität entdeckt, weiß sie aber nicht mehr, wie sie das Verhältnis zu dem zutiefst leibfeindlichen Clifford aufrechterhalten kann. Dass Clifford ein einfühlsamer Mann ist, der Connie nicht zu körperlicher Treue zwingen will und ihr sexuelle Freiheit gewährt, erleichtert ihr zwar das Fremdgehen, macht ihr Verhältnis zu Clifford für sie aber eher schwieriger als leichter.
Da sowohl der Ehemann als auch der Liebhaber sie vor unauflösbare Probleme stellen, erweist ein seit langem geplanter Aufenthalt auf dem Festland sich als willkommene temporäre Fluchtmöglichkeit. Connies Vater ist Maler, und so reist Connie gemeinsam mit ihm und ihrer Schwester Hilda nach Frankreich. Als sie erfährt, dass Parkins getrennt lebende Frau erneut Anspruch auf ein Zusammenleben erhebt, zieht es sie nach Wragby zurück. Nach einem körperlichen Angriff auf Parkin endet die Noch-Ehefrau im Gefängnis; später wird Parkin die Scheidungsklage einreichen.
Connie ist mittlerweile schwanger. Mit Rücksicht auf diesen Zustand haben Connie und Parkin in der zweiten Hälfte der Romanhandlung keinen Sex mehr miteinander. Dadurch fällt für beide ein Moment weg, das sie bisher unwiderstehlich zusammengebracht hatte:

“It is the sex warmth alone that makes men and women possible to one another. Reduce them to simple individuality, to the assertive personal egoism of the modern individual, and each sees in the other the enemy.”

„Es ist allein die Wärme des Sexus, die Männer und Frauen einander möglich macht. Reduzier sie auf simple Individualität, auf den an Durchsetzung gewöhnten persönlichen Egoismus moderner Individuen, und jeder sieht im anderen den Feind.“

Bereits während Connies Aufenthalt in Frankreich hatte Parkin es nicht mehr ertragen, im Dienste des Ehemannes seiner Geliebten zu stehen, und hatte seine Stellung als Wildhüter aufgegeben. Connie und Parkins letztes intimes Zusammensein ist eine keusche Nacht in der Waldhütte, in der sie zum ersten Mal zusammengekommen waren; wie Adam und Eva tollen sie nackt durchs Mondlicht. Nach einer kurzen Übergangszeit, in der er den neuen Wildhüter einarbeitet, geht Parkin nach Sheffield, um dort als Arbeiter im Stahlwerk zu arbeiten. Connie besucht ihn in Sheffield und lernt die Freunde kennen, bei denen er wohnt: den Arbeiter Bill Tewson und seine Familie. Connie, die anfangs geglaubt hatte, Parkin besitze keinerlei sozialen Feinschliff, entdeckt beim gemeinsamen Afternoon Tea, wie kultiviert die Lebensart der Arbeiter tatsächlich ist und wie wenig sie davon versteht. Dies bringt sie Parkin jedoch nicht näher, sondern erfüllt sie nur mit neuer Frustration.
Clifford lädt Freunde zu einer Jagdpartie nach Wragby ein. Unter den Gästen befindet sich auch Connies Jugendfreund Duncan Forbes, der einzige Mensch, dem sie sich über ihre Liebesbeziehung mit Parkin anvertraut. Duncan ist einverstanden zu lügen, er sei der Vater von Connies Kind.

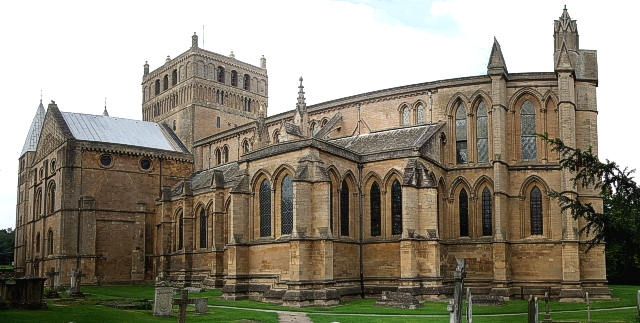
Southwell Minster. In der dritten Fassung kommt die große abschließende Aussprache, die Connie und Parkin an der Kirche führen, nicht mehr vor.

Connie und Duncan nutzen die Gelegenheit für eine Autoausfahrt zu zweit. Als sie in Tevershall zufällig Parkin begegnen, nehmen sie ihn kurzerhand mit. Während Duncan das Southwell Minster besichtigt, haben Connie und Parkin eine letzte Aussprache und gehen im Streit auseinander. Duncan versucht zu vermitteln, scheitert aber an Connies Widerstand.
Connie gesteht Clifford ihre Schwangerschaft und auch, dass Duncan nicht der Vater sei. Clifford, der sich weiterhin in tiefer Verdrängung von Connies tatsächlicher Sexualität befindet, schwelgt in Metaphern einer bevorstehenden Jungfrauengeburt und sieht sich selbst als Josef. Connie glaubt, dass er wahnsinnig geworden sein muss, und beschließt, ihn zu verlassen und mit ihrer Schwester Hilda nach Schottland zu gehen.

## Personen

### Connie
Connie stammt aus relativ einfachen bürgerlichen Verhältnissen. Ihr Vater ist ein Mitglied der Royal Academy of Arts und verdankt seine Erhebung in die Gentry lediglich der Tatsache, dass er „historische“ Bilder gemalt hat.
Die Connie der ersten Version ist eine aktive und selbstbewusste Frau; wenn sie fälschlich manchmal für schüchtern gehalten wird, so liegt das daran, dass sie sich selbst sehr zurücknimmt, denn sie ist zutiefst gut und pflichtbewusst, was sie letztlich auch ein bisschen langweilig macht. Sie hat in Deutschland abstrakte philosophische Diskurse kennengelernt (= Diskurse der Befreiung) und ist ein ausgeprägt intellektueller Mensch. Ihr fehlen jedoch der scharfe Zynismus und die Sophistication, die für ihre soziale Klasse eigentlich kennzeichnend ist (der einzige Zyniker in der Ersten Lady Chatterley ist Connies Schwester Hilda); eher als in Worten denkt Connie in Symbolen und Bildern. Unter dem Eindruck von Cliffords persönlichem Unglück und in der Isolation von Wragby wird sie überdies still und grüblerisch. Die zentrale Frage, die sie umtreibt, ist die nach dem perfekten Kontakt zwischen Mann und Frau. Connie wird entdecken, dass es auf diesem Gebiet keine Perfektion gibt, und sie wird daran scheitern.
Von dem unmittelbar benachbarten Grubenort Tevershall hält Connie, ebenso wie ihr Mann, Abstand. Die russische Oktoberrevolution liegt erst wenige Jahre zurück, und die Vorstellung, dass der Bolschewismus auch auf England übergreifen könnte, erschreckt sie.
Lawrence assoziiert Connie Chatterley mit Persephone, der griechischen Göttin der Fruchtbarkeit, und bringt sie damit in Gegensatz zu Platon (Clifford):

“He was one of the hounds of spring: a Plutonic hound. Pluto, not Plato. And she was an escaping Persephone, Proserpine. Well, she’d rather be married to Pluto than Plato. She’d rather be caught by the wild hound of Pluto than by the speculative spaniel of Plato.”

„Er [= Parkin] war einer der Hunde des Frühlings: ein Plutonischer Hund. Pluto, nicht Plato. Und sie war die flüchtende Persephone, Proserpina. Nun, sie wollte sich lieber von den wilden Hunden Plutos fangen lassen als vom spekulativen Spaniel Platons.“

Hintergrund dieses Rückgriffs auf die griechische Mythologie war Lawrences Rezeption von James Frazers anthropologischem Klassiker Der goldene Zweig (1890), dessen Autor die antike Mythologie als eine Welt porträtiert hatte, die anders als die Moderne einen Zwiespalt von Leib und Geist noch nicht gekannt habe.

### Clifford
Der Clifford der ersten Fassung ist eine tief angelegte, facettenreiche, sympathische Figur, in die der Leser sich gut einfühlen kann. Er ist ein Mann, der angesichts seines Schicksals bewundernswert tapfer ist. Trotz seiner Behinderung ist Clifford nicht vergrübelt oder niedergeschlagen, sondern immens froh – ja triumphierend –, am Leben zu sein. Die Nahtoderfahrung regiert auch sein bescheidenes intellektuelles Leben: mehr als jedes andere philosophische Problem interessiert ihn seit seiner Verwundung die Frage nach der Unsterblichkeit.
Clifford hat seine intellektuelle Prägung in Cambridge empfangen und teilt mit Connie die Liebe zur deutschen Kultur und Philosophie. Er hat es gehasst, im Weltkrieg gegen Deutsche kämpfen zu müssen. Kunstgenuss und Platon-Lektüre sind Zerstreuungen, die ihm helfen, seine Leiblichkeit zu vergessen. Platon steht wirklich für Cliffords Denken:

“His view was the old-fashioned Platonist view: the soul of the earnest seeker after truth, after that which is essence, pure and enduring, would reach the upper levels where absolute truth, absolute justice shines in the great eternal gleam that at last satisfies the hurt heart of man.”

„Seine Sichtweise war die altmodische platonische Sichtweise: die Seele dessen, der ernsthaft nach Wahrheit sucht, nach dem, was die Essenz ist, rein und nachhaltig, werde die obersten Höhen erreichen, wo die absolute Wahrheit, die absolute Gerechtigkeit im großartigen ewigen Glanz erstrahlt, der endlich das versehrte Herz des Menschen befriedet.“

Wie bei Connie fehlt auch bei Cliffords Intellekt die Spitze und Verfeinerung, er ist ein bisschen beschränkt. Er malt ein wenig, verliert aber bald das Interesse daran; er hört Radio. Während Connies Frankreichreise unternimmt er einen Versuch, durch Managementbemühungen in der Tevershaller Kohlegrube zu der Verantwortung aufzuleben, zu der seine Baronetswürde ihn traditionell verpflichtet. Er ist Anteilseigner. Clifford ist ungesellig und hat keinerlei persönliche Freunde; seine gastgeberischen Pflichten beschränkt er auf ein Minimum: den Empfang von Verwandten und gelegentliche Jagdpartien. Noch fremder als die Mitglieder seiner eigenen Klasse sind ihm, obwohl er sie in Tevershall täglich vor Augen hat, die Arbeiter. Sie beunruhigen ihn, er fürchtet, dass sie ihn bemitleiden. Das einzige Mittel, das er hat, um sein ungeklärtes Verhältnis zu ihnen in eine Ordnung zu bringen, besteht darin, sie zu bezahlen. Er kann aber nicht ganz Tevershall in seinen Dienst stellen.

#### Connie und Clifford
Connie und Clifford haben ihre Ehe in sexueller Unerfahrenheit begonnen. Zum Zeitpunkt ihrer Heirat und weit darüber hinaus waren sie wirkliche Kameraden, ihre Zuneigung zueinander ist tief und echt und gegenseitig. Beide empfinden ihre Ehe – in Übereinstimmung mit dem Geist der Zeit – als unauflöslich. Aufgrund seiner Behinderung kann Clifford Connie jedoch keine sexuelle Erfüllung bieten.
Clifford ist ein rücksichtsvoller Ehemann, der häufig Schmerzen hat, seine Frau mit seinen Molesten aber möglichst wenig belasten möchte. Er hat Empathie mit Connie und versteht, dass sie eine sinnliche Person ist, die – um nicht zu verbittern – ein Sexualleben braucht. Da sie auch körperlich verfällt, ist es für ihn sehr offensichtlich, dass es ihr nicht gut geht. Er gestattet und gönnt ihr einen Liebhaber; Sex ist für ihn jedoch eine solche Nullität, dass das Liebesleben, zu dem er Connie ermutigt, für ihn gänzlich abstrakt bleibt und ihn gar nicht weiter beschäftigt. Ihren Liebhaber imaginiert er quasi als Heiligen Geist.
Obwohl sie seinen guten Willen und seine Freundlichkeit immerzu im Blick hat, entfremdet Connie sich im Verlaufe der Handlung von Clifford. Er ist sensibel und spürt das. Ihre Weltwahrnehmung und die Fragen, die sie beschäftigen, driften auseinander und Connie hat das Gefühl, dass das Gespräch sich immer nur noch um Cliffords Themen dreht, dass für sie, Connie, in seiner geistigen Welt immer weniger Platz ist. Sie entwickelt Idiosynkrasien: Cliffords Feinfühligkeit und Rücksichtnahme empfindet sie als aufgesetzt; sie glaubt, dass er ihr insgeheim ständig seinen Willen und seine Gefühle aufzuzwingen versuche. Insbesondere sein Siegesstolz über sein Überleben stößt sie ab; als Partnerin eines Querschnittgelähmten ist sie selbst nicht stolze Überlebende, sondern diejenige, die mit den Konsequenzen fertigwerden muss. Selbst Cliffords Zärtlichkeit – etwa wenn er ihre Hand hält – erreicht sie nicht mehr. Alle Versuche, Nähe zueinander zu finden und aufrechtzuerhalten, misslingen. Connie empfindet Clifford gegenüber insgeheim Aggression und sogar Grausamkeit.
Bei aller Entfremdung schneidet Clifford für Connie im direkten Vergleich mit Parkin oft aber besser ab als der Liebhaber: im Gegensatz zu Parkin (von dessen politischer Arbeit Connie nichts weiß und auch nichts würde wissen wollen) hat Clifford Verve, Idealismus und ein Lebensziel, nämlich Unsterblichkeit. Connie hält Clifford für eine Repräsentation des Besten, das die Menschheit als Kollektiv erreicht hat. Bei ihm findet sie auch Schutz, wenn die Arbeiter ihr mit ihrer latenten Nähe zum Bolschewismus Furcht einjagen.

### Parkin

Lawrence assoziiert Parkin mit dem Entführer der Persephone, Hades (Alessandro Allori, 1570)

Der Oliver Parkin der ersten Fassung ist ein Arbeiter reinsten Wassers. Im Weltkrieg war er einfacher Soldat. Die Ironie und der Sarkasmus, mit dem Lawrence die Figur in der dritten Fassung ausstattet, fehlt. Parkin ist eine sehr geradlinige Person. Er verfügt über keinerlei Bildung und scheint wenig artikuliert zu sein. Anfangs sprechen Connie und er kaum miteinander, und die Briefe, die er ihr später schreibt, sind die absurden, pathetischen Briefe einer Person, die ans Schreiben nicht gewöhnt ist. Erst spät entdeckt Connie, wie groß der Nuancenreichtum der sprachlichen Ausdrucksmittel ist, über die Parkin tatsächlich verfügt. Er hat großes Klassenbewusstsein und spricht, obwohl er seine Sprache an King’s English durchaus annähern kann, seinen Dialekt mit Stolz. Liebend gern würde er nach Kanada auswandern, das ein freies Leben verspricht, steckt dann aber im Slum von Sheffield fest. Aushalten kann er dies nur, weil er einer anarchistisch-sozialistischen Arbeiterorganisation angehört, sogar in leitender Funktion. Connie weiß von seinem politischen Engagement nichts.
Im Privatleben ist Parkin ein Einzelgänger. Zu seinen Aufgaben als Wildhüter zählt die Verfolgung von Wilderern. Parkin liebt diese Pflicht und scheut auch keine körperlichen Auseinandersetzungen. Er ist ein leidenschaftlicher Mann, auch im Hass. Die Dorfgemeinschaft, aus der die Wilderer sich rekrutieren, nimmt ihm dies übel. Er gilt als Kinderschreck. Parkin hat es auch mit Frauen schwer. Die Mutter war lieblos und hat ihm früh eine Aversion gegen Frauen eingeflößt, mit der Folge, dass auch seine Ehe nicht funktioniert hat. Die Ehefrau war ihm untreu und hat ihn schließlich verlassen, um mit ihrem Liebhaber Marsden zusammenzuleben. Die misogynen Tiraden, die Lawrence Lady Chatterleys Liebhaber in der dritten Fassung in den Mund legt, fehlen in der ersten Fassung aber noch.
Lawrence hat Parkin als Hades-Figur konzipiert. Der Entführer der Persephone herrscht in der griechischen Mythologie nicht nur über die Unterwelt, sondern wird auch als Fruchtbarkeitsgott verehrt. Gleichzeitig bringt Lawrence Parkin auch mit Hephaistos in Verbindung: in Tevershall hat er zeitweilig als Schmied gearbeitet. So, wie Hephaistos von seiner Frau Aphrodite mit Ares (römisch: Mars) betrogen wird, hat Parkins Frau einen Liebhaber Marsden.

#### Connie und Parkin
Connies Hinwendung zu Parkin ist nicht zuletzt vor dem Hintergrund zu verstehen, dass die Beziehung zu Clifford seit seiner Verwundung für sie schwierig geworden ist. Dabei kommt sie vom Regen in die Traufe: ebenso ambivalent wie Clifford ist für sie dann auch Parkin. Die ganze Romanhandlung hindurch schwankt Connie in den Gefühlen, die sie Parkin entgegenbringt. Lawrence macht es für den Leser sehr gut nachvollziehbar, dass Connie von ihrem Liebhaber gleichzeitig angezogen und abgestoßen wird. Im Gegensatz zu Clifford ist Parkin nicht gutaussehend: er trägt einen zottigen, wilden, entstellenden Schnurrbart und hat einen harten, feindseligen Gesichtsausdruck. Bei einer Schlägerei, die er während Connies Aufenthalt in Frankreich mit Marsden hat, verliert er zwei Zähne. Die Arbeit im Stahlwerk von Sheffield verunstaltet schließlich auch noch seine Hände. Berauscht ist Connie allerdings von der Schönheit seines Körpers. Im Wald, wo sie in ihm einen einsamen Wolf erblickt, erscheint er ihr romantisch. Seine Einsamkeit, Zurückgezogenheit und Menschenabgekehrtheit faszinieren sie. Dieser Zauber verfliegt jedoch, sobald sie ihn in städtischer Kleidung sieht; fast gegen ihren Willen erscheint er ihr dann lächerlich.
Ähnlich wie Clifford seit seiner Lähmung von Gedanken über die Unsterblichkeit der Seele erfüllt ist, gelangt Connie durch die Begegnung mit Parkin zur Idee der Unsterblichkeit des Fleisches. Sie ist überzeugt, dass Parkin – in der Feinheit und Reinheit seines Fleisches – Gott physisch sehr nahe ist. Kleine alltägliche, triviale Beobachtungen, die mit menschlicher Körperlichkeit zu tun haben (etwa das Erröten der in Clifford verliebten Miss Bentley), beschäftigen sie tief.
Eine gemeinsame Zukunft bleibt Connie und Parkin nicht nur deshalb verwehrt, weil Connie ihre Ehe mit Clifford als unauflöslich empfindet. Connie und Parkin sind sich auch darüber im Klaren, dass sie sich aufgrund des Klassengegensatzes niemals auf eine Form des Zusammenlebens einigen könnten. Weder will Parkin von Connies Geld leben, noch will Connie Parkin zu einem Mitglied der kultivierten Oberklasse ummodeln. Ebenso will weder Parkin Connie zumuten, ihre Herkunft zu verleugnen und sich in einen Arbeiterhaushalt einfügen, noch ist Connie bereit, ihren gewohnten Lebensstil mit Klavierspiel, Malerei und Büchern aufzugeben. Die erste Lady Chatterley weist deutlich mehr Humor auf, als er in Lawrences Werk sonst zu finden ist, etwa in der Passage, in der Connie sich das intellektuell leere Leben vorstellt, das sie als Parkins Lebensgefährtin führen würde:

‘The meal-times! The inability to converse!’

„‚Die Mahlzeiten! Die Unmöglichkeit zu konversieren!‘“

Da Parkin es auf die Dauer nicht aushält, bei Connie die erniedrigende Rolle eines bloßen „Fuckers“ zu spielen, wächst der Druck, die Liebesbeziehung entweder in geregelte Bahnen zu bringen oder zu beenden.
Als vorstellbaren Kompromiss bringt Lawrence die Möglichkeit ins Spiel, dass Parkin mit Connie nach Kanada geht: ein junges Land, in dem Klassengegensätze nicht zu existieren scheinen. Aber auch dies stößt Connie ab.
Auch auf emotionaler Ebene kann Connie sich nicht entscheiden. Der radikale Anspruch, mit dem Parkin sie konfrontiert – er will ihre volle Leidenschaft (deeper desire) –, zieht sie gleichzeitig unwiderstehlich an und wird ihr als Zumutung auch entschieden zu viel. Sie fühlt sich wie ein Vulkan kurz vor dem Ausbruch; obwohl sie sich nach Leidenschaft sehnt, macht ihr das auch Angst. Der großen Verantwortung, die das neu entdeckte Herz ihr auferlegt, ist sie nicht gewachsen. Die stark neurotischen Züge, mit denen Lawrence die Connie der dritten Fassung ausstattet, fehlen in der ersten Fassung aber noch vollständig: Connie hat weder Inhibitionen, sich ihrem Liebhaber hinzugeben, noch wird sie von destruktiven Impulsen getrieben, mit denen sie die erreichte Nähe halb gegen ihren eigenen Willen selbst immer wieder zerstört.
Anders als in der dritten Fassung schenkt die Connie der ersten Fassung ihrer Schwangerschaft kaum Beachtung. Sie ist keine Frau, der ein Kind viel bedeuten würde. Die Szene, in der Connie Mrs. Flint, eine junge Mutter, besucht und in ihrem Kinderwunsch stark stimuliert wird, fehlt in der ersten Fassung. Connie zieht zu keinem Zeitpunkt in Betracht, dem Kind einen anderen Vater als Clifford zu geben. Die Vorstellung, in Wragby ein Kind aufzuziehen, macht ihr allerdings Angst, aus der Leidenschaftlichkeit, die ihr Leben durch Parkin gewonnen hat, in die Fadheit ihres bisherigen Lebens zurückzufallen. Parkin bleibt gegenüber Connies Schwangerschaft vollkommen indifferent.

### Mrs. Bolton
Die Figur der Krankenschwester Ivy Bolton ist weitaus weniger detailliert ausgearbeitet als in der dritten Fassung. Mrs. Bolton hegt, weil die Bergwerksleitung sie nach dem Tode ihres Mannes im Stich gelassen hatte, gegen die Gentry einen unüberwindlichen Groll. Wragby ist für sie Feindesland, das sie nur betritt, um den Gegner noch einmal zu studieren, bevor sie endgültig damit abschließt. Die professionelle Distanz, die sie zu Clifford hat, gibt sie während des Handlungsverlaufes niemals auf.
Wegen ihres Liebesverhältnisses zu einem Arbeiter gewinnt Connie schnell Mrs. Boltons Sympathie. Die beiden Frauen führen warme, freundschaftliche Gespräche miteinander. Für Connie ist Mrs. Bolton eine Quelle der Inspiration, weil sie zwar schon seit 23 Jahren Witwe ist, aber immer noch Ressourcen zu haben scheint, aus denen sie Lebensenergie schöpft.

### Duncan Forbes
Die Figur des Duncan ist in der ersten Fassung prominenter und auch weitaus positiver gezeichnet als in der dritten Fassung. Duncan ist ein Jugendfreund Connies aus Schottland und war mit ihr kurze Zeit auch einmal verlobt. Da die Freunde sich zu nahestanden, wurde der Plan einer Ehe wieder verworfen.
Wie Connie stammt Duncan, ein moderner Maler, aus kunstsinnigen, aber vergleichsweise einfachen bürgerlichen Verhältnissen. Weil er Connie kannte, bevor sie eine Lady war, hofft er, Parkin davon überzeugen zu können, dass der Standesunterschied zwischen ihm und Connie vielleicht doch nicht ganz so groß ist.
Duncan ist ein scharfer Psychologe, der Clifford scheinbar Empathie entgegenbringt, tatsächlich aber ganz und gar auf Connies Seite steht. Er ist unterhaltsam, „skandalös“ in seinen Auffassungen und mokiert sich über alles.
Namensgeber und Anregung für die Figur des Duncan war der schottische Maler Duncan Grant (1885–1978), dessen Londoner Studio Lawrence 1915 einmal besucht hatte.

## Entstehung, Veröffentlichung und Rezeption
Der Roman entstand, ebenso wie die Erzählung The Virgin and the Gypsy, in Scandicci, Italien, am Rande von Florenz, wo Frieda und D. H. Lawrence seit dem Mai 1926 die Villa Mirenda gemietet hatten.
Lawrence begann die Arbeit an dem Roman am 22. Oktober 1926; Ende November – vermutlich zwischen dem 25. und 30. November – schloss er eine erste Fassung ab. Lawrence wurde jedoch bald klar, dass der Text nicht funktionierte. Er hielt den Gebrauch der Wörter fuck und cunt für unwirksam und fürchtete auch, dass das Publikum seine nicht durchweg schmeichelhafte Darstellung eines britischen Kriegsinvaliden missbilligen würde. Gleichzeitig erschien ihm die Darstellung Cliffords noch viel zu positiv; er wollte ihn gern noch sehr viel deutlicher als jemanden charakterisieren, der von der lebendigen Welt emotional völlig abgeschnitten ist. Er begann darum unmittelbar mit dem Schreiben einer zweiten Fassung.
Die erste, von Frieda Lawrence in Auftrag gegebene Veröffentlichung erfolgte am 10. April 1944 in den USA bei Dial Press. Am 29. Mai erklärte ein amerikanisches Gericht das Buch für obszön; in zweiter Instanz wurde dieses Urteil am 1. November 1944 wieder aufgehoben. In Großbritannien erschien die ersten Fassung erstmals im August 1972.
Die meisten Rezensenten hielten die erste Fassung für entschieden stärker als die bekanntere dritte Fassung, für „reicher“, „brillianter“, „dichter“, „präziser“, „gesünder“ und „plausibler“. Diana Trilling schrieb: „In mehrerlei Hinsicht ist die erste Version der dritten Version ‚künstlerisch‘ überlegen: sie ist ökonomischer, visueller, und witziger; sie ist auch beträchtlich weniger grausam. Aber sie hat Lawrences sexuelle Message ganz klar nicht nur zurückgestellt, sondern auch verzerrt, und musste darum verworfen werden.“ Die dritte Fassung stieß viele Kritiker ab, und zwar nicht aufgrund ihrer explizit sexuellen Darstellungen, sondern wegen der „gewaltsamen“ und „hysterischen“ Erfindungen, zu denen Lawrence sich darin verstieg.
Just Jaeckins Lady Chatterleys Liebhaber (1981) gilt von allen Verfilmungen des Stoffes als diejenige, die an der Ersten Lady Chatterley die stärksten Anleihen genommen hat.

## Ausgaben
englische Originalausgaben
- The First Lady Chatterley. Dial Press, New York 1944.
- The First Lady Chatterley. William Heineman, London 1972.
- The First Lady Chatterley. 1. Auflage. Penguin, Harmondsworth 1973, ISBN 0-14-003731-4.
- D.H. Lawrence: The First and Second Lady Chatterley Novels. Cambridge University Press, Cambridge 2001, ISBN 0-521-00715-1 (eingeschränkte Vorschau in der Google-Buchsuche-USA).

deutsche Ausgaben
- Die erste Lady Chatterley. Scherz, Bern 1946. (Übersetzung: Ursula von Wiese)
- Die erste Lady Chatterley. Toth Verlag, Hamburg 1949. (Übersetzung: Ursula von Wiese)